# Ліатріс
Ліатріс (лат. Liatris) — рід красиво квітучих багаторічних трав'янистих рослин родини айстрові (Asteraceae), природний ареал яких знаходиться у Північній Америці, Мексиці та на Багамських островах.

## Ботанічний опис
Бульбоцибулинні рослини, коріння тонке, поверхневе.
Стебло зазвичай пряме, з густим листям, часто розгалужене. Листки почергові, зрідка кільчасті, лінійної форми із загостреними кінцями.
Квітки трубчасті, утворюють мініатюрні суцвіття-кошики. Зібрані у колосоподібні, рідше гроноподібні загальні суцвіття довжиною до півметра, які зазвичай розпускаються з верхівки. Відтінки квіток змінюються від насичених фіолетових та пурпурових до блідих світлих тонів та навіть білого кольору. Цвітіння з червня по серпень.
Плід — довгаста сім'янка, покрита ворсинками.

## Значення та використання
Корінне населення Америки використовувало кореневища, листки та квітки рослини для лікарських цілей.
Біологічно активні речовини рослини знаходять застосування у парфумерії.
Рослина найбільше відома як декоративна, придатна для зрізання. У культурі з XVIII століття. Існують декоративні сорти.

## Види
За інформацією бази данихThe Plant List (2013), рід включає 50 видві:
- Liatris acidota Engelm. & A.Gray
- Liatris aestivalis G.L.Nesom & O'Kennon
- Liatris angustifolia (Bush) Gaiser
- Liatris aspera Michx.
- Liatris borealis Nutt. ex J.McNab
- Liatris ×boykinii Torr. & A.Gray
- Liatris bracteata Gaiser
- Liatris chapmanii Torr. & A.Gray
- Liatris cokeri Pyne & Stucky
- Liatris ×creditonensis Gaiser
- Liatris cylindracea Michx.
- Liatris cymosa K.Schum.
- Liatris densispicata (Bush) Gaiser
- Liatris elegans (Walter) Michx.
- Liatris elegantula (Greene) K.Schum.
- Liatris fallacior (Lunell) Rydb.
- Liatris ×freemaniana J.R.Allison
- Liatris garberi A.Gray
- Liatris gholsonii L.C.Anderson
- Liatris glandulosa G.L.Nesom & O'Kennon
- Liatris gracilis Pursh
- Liatris helleri (Porter) Porter
- Liatris laevigata (Nutt.) Nutt.
- Liatris lancifolia (Greene) Kittell
- Liatris ligulistylis (A.Nelson) K.Schum.
- Liatris ×macdanieliana J.R.Allison
- Liatris microcephala (Small) K.Schum.
- Liatris mucronata DC.
- Liatris ohlingerae (S.F.Blake) B.L.Rob.
- Liatris oligocephala J.R.Allison
- Liatris patens G.L.Nesom & Kral
- Liatris pauciflora Pursh
- Liatris pilosa (Aiton) Willd.
- Liatris ×platylepis (Schumann) Small
- Liatris provincialis R.K.Godfrey
- Liatris punctata Hook.
- Liatris pycnostachya Michx.
- Liatris regimontis (Small) Schumann
- Liatris ×ridgwayi Standl.
- Liatris savannensis Kral & G.L.Nesom
- Liatris scariosa (L.) Willd.
- Liatris ×serotina (Greene) Schumann
- Liatris spheroidea Michx.
- Liatris spicata (L.) Willd. — Ліатріс колосковий, або Ліатріс колосковий, або Ліатріс колосковий
- Liatris squarrosa (L.) Michx. типовий[2]
- Liatris squarrulosa Michx.
- Liatris ×stellei Gaiser
- Liatris tenuifolia Nutt.
- Liatris tenuis Shinners
- Liatris ×weaveri Shinners

Досить велике число видових назв цього роду (більше сорока) у The Plant List (2013) мають статус unresolved name, тобто щодо них не можна однозначно сказати, чи слід їх використовувати — або чи потрібно звести у синоніміку інших видів.

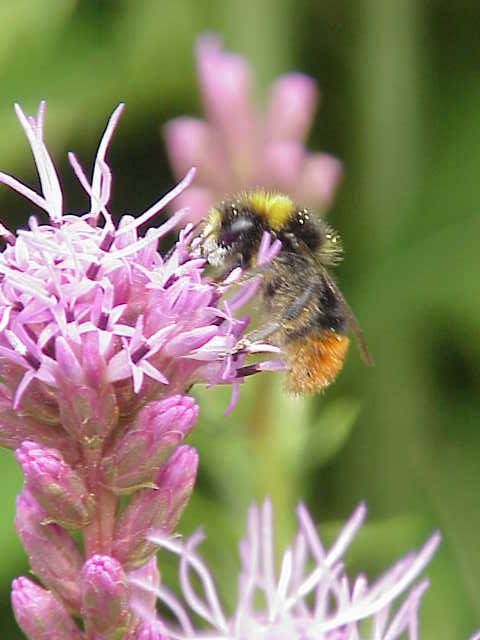
Liatris spicata
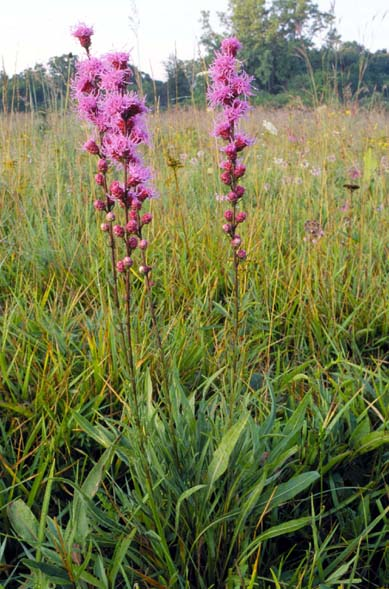
Liatris aspera
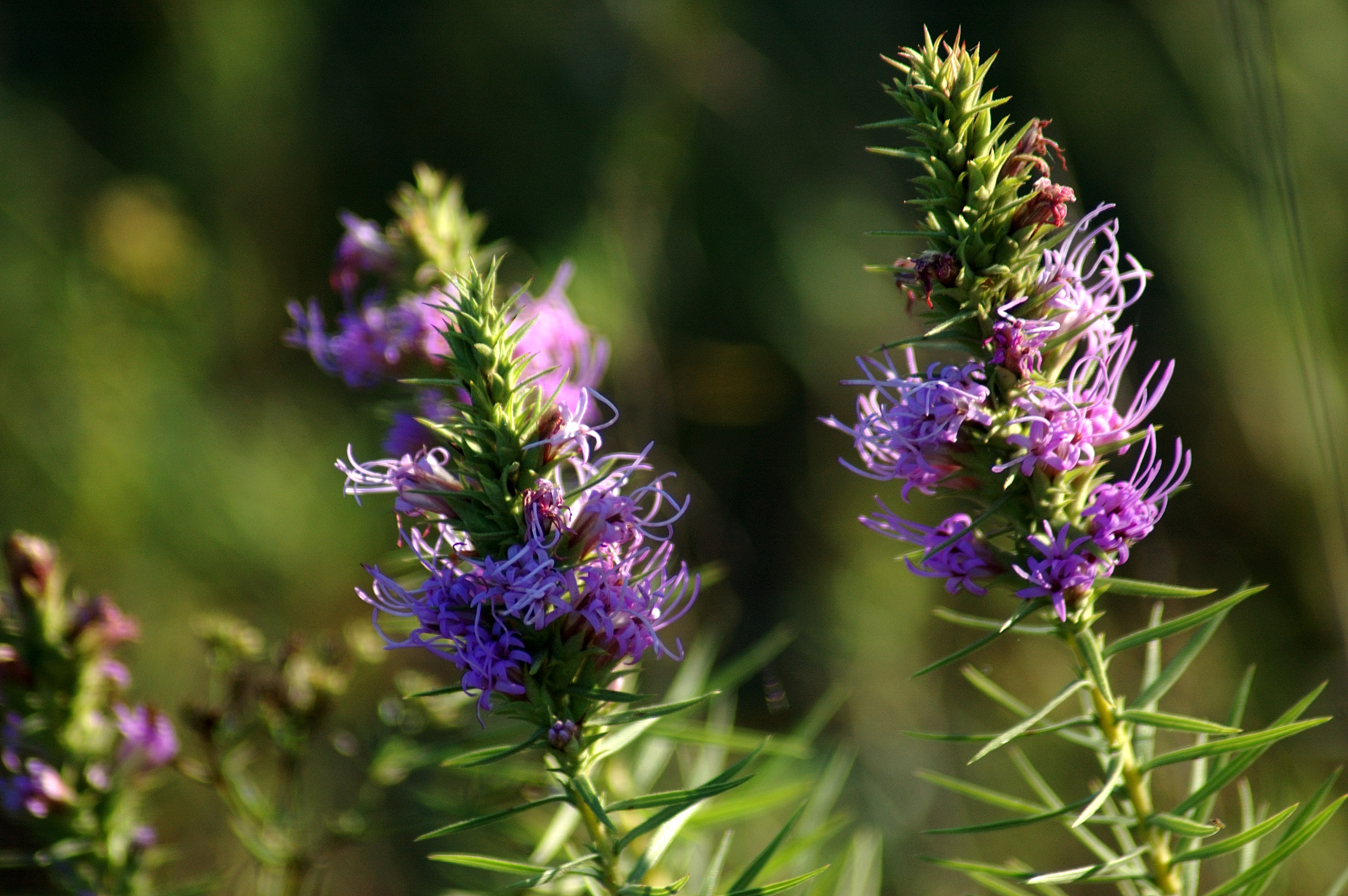
Liatris glandulosa
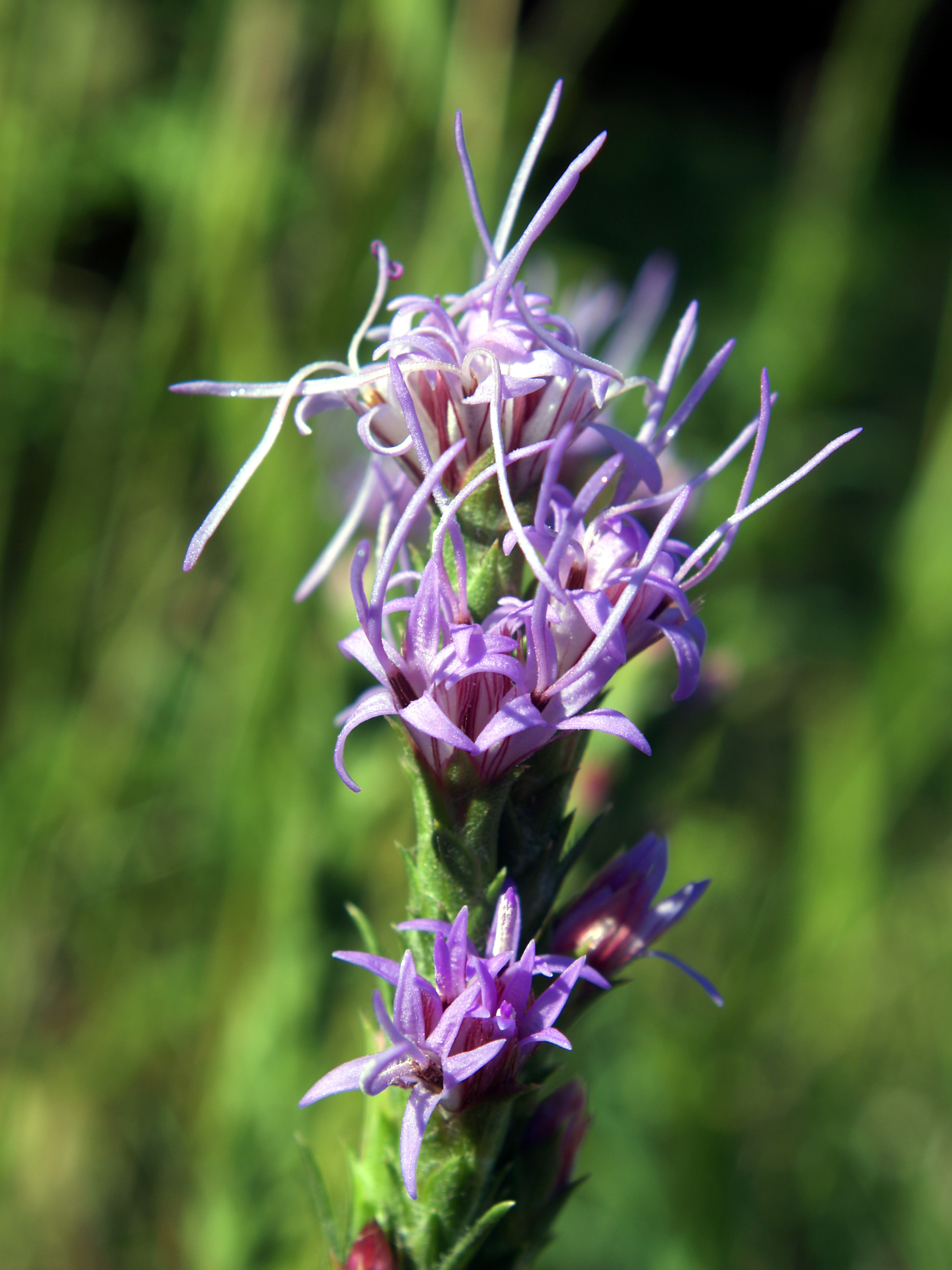
Liatris punctata